# (32571) Brayton
Pour les articles homonymes, voir Brayton.
(32571) Brayton est un astéroïde de la ceinture principale.

## Description
(32571) Brayton est un astéroïde de la ceinture principale. Il fut découvert le 20 août 2001 à Terre Haute par Chris Wolfe. Il présente une orbite caractérisée par un demi-grand axe de 3,15 UA, une excentricité de 0,24 et une inclinaison de 6,7° par rapport à l'écliptique.
Il est nommé en l'honneur de Scott Brayton.

## Compléments